# Rafael Pólit Cevallos
Rafael Pólit Cevallos (Quito, april 1823 - Quito, 23 oktober 1897) was een Ecuadoraans politicus. 
Rafael Pólit was een lid van de Partido Conservador Ecuatoriano. Hij studeerde rechten aan de Centrale Universiteit van Quito (promotie in 1847) en sloot zich aan bij Gabriel García Moreno. 
Hij was tijdens het presidentschap van García Moreno (1869-1875) burgemeester van Guayaquil. Op 2 oktober 1875 werd hij tot voorzitter van de Senaat gekozen en van 4 oktober 1875 tot 9 december 1875 was hij minister van Buitenlandse Zaken onder president José Javier Eguiguren. Hij was gedurende enkele dagen in december waarnemend president van Ecuador.
In 1878 werd hij door president Ignacio de Veintemilla verbannen. Later kon Pólit naar Ecuador terugkeren en op 2 mei 1895 werd hij voorzitter van de regering van de provincie Guayas, nadat de voorgaande regeringsleiders van Guayas, Luis Cordero en José María Plácido Caamaño, na een schandaal waren afgetreden. Pólit zelf trad reeds op 4 juni 1895 af.
Rafael Pólit Cevallos overleed op 23 oktober 1897 in zijn geboortestad Quito.